# Фуллер, Джон
Джон Фредерик Чарльз Фуллер (англ. John Frederick Charles Fuller; 1 сентября 1878, Чичестер — 10 февраля 1966, Фалмут) — английский военный историк и теоретик, генерал-майор (1930). Первым в мире разработал и осуществил танковый прорыв.

## Биография
Военную карьеру начал во время англо-бурской войны 1899—1902 годов в звании младшего офицера, в 1915 году окончил Академию генерального штаба. В декабре 1916 года, когда был сформирован Королевский бронетанковый корпус, Фуллер получил чин подполковника и стал работать в главном штабе нового соединения.
Спланировал первую танковую атаку, которая прорвала германский фронт, обеспечив союзникам победу при Камбре 20 ноября 1917 года.
Первую мировую войну закончил в должности начальника штаба танкового корпуса.
В 1926 году Фуллер — помощник начальника генерального штаба Великобритании, в 1927 году — начальник штаба дивизии, в 1929 году — командир бригады. С 1933 года в отставке.
Широко известен как первый теоретик современной танковой войны, в том числе классификации так называемых «принципов ведения войны». Также является изобретателем одного из типов прожектора.
В период между первой и второй мировыми войнами написал ряд произведений («On Future Warfare», «The Reformation of War», «War and Western Civilization», «The Dragon’s Teeth» и др.), в которых критиковал методы позиционной войны, уделял большое внимание вопросам применения в будущей войне таких высокоподвижных средств, как танки и авиация. В 20-х годах Фуллер получил известность как один из создателей теории ведения войны «малыми профессиональными армиями», оснащенными новейшей техникой.
Его идеи о ведении будущей войны были революционны, но заинтересовали они в первую очередь немцев, не найдя должного отклика на родине. Некоторое время Фуллер сотрудничал с ещё одним не менее известным теоретиком и разработчиком принципов ведения современной войны Лидделом Гартом.
На основании теорий и принципов Фуллера, строились танковые войска нацистской Германии. Такие в будущем знаменитые командующие, как Гейнц Гудериан были последователями его школы, в последующем развив её и сделавшей известной как блицкриг.
В 1933 году Фуллер, разочарованный пассивностью британского правительства в области реорганизации и модернизации армии, участвовал с сэром Освальдом Мосли в британском национал-социалистическом движении, на тот момент не без основания считая, что только при новом правительстве возможно начало полноценной реорганизации армии. Будучи членом Британского союза фашистов, он отвечал за кадры партии и считался одним из ближайших соратников Мосли. В 1935 году во время парламентских выборов Фуллер оппонировал министру иностранных дел и будущему премьер-министру Энтони Идену. Он также был членом подпольной правой группы «Nordic League».
20 апреля 1939 года Фуллер был почётным гостем Адольфа Гитлера на военном параде в Берлине, посвящённом пятидесятилетию фюрера.
После начала войны между Великобританией и Германией и прихода к власти кабинета Черчилля полностью отдалился от политики и в дальнейших связях с правыми партиями не замечен. Историк британского фашизма Джо Малхолл включает Фуллера в ряд антисемитов-ревизионистов типа Мосли, Ратклифа и других, которые пытались в конце войны и первые годы после неё отрицать нацистские зверства.
Сотрудничал с газетой «Дейли мэйл», где публиковал статьи об итало-эфиопской войне 1935—1936, гражданской войне в Испании 1936—1939. В 1946 году издал книгу «История и вооружения», которая содержала анализ взаимосвязи между развитием вооружений и историческими событиями. Его трёхтомная «Военная история Западного мира» (1954—1956) охватывает период от древности до Второй мировой войны. Скончался 10 февраля 1966 года в Фалмуте.

## Работы
- Фуллер Дж. Танки в великой войне 1914—1918 гг. — М., 1923.
- Фуллер Дж. Ф. Ч. Военное искусство Александра Великого / Пер. с англ. Н. А. Поздняковой. — М.: Центрполиграф, 2003. — 350 с. — ISBN 5-9524-0606-8
- Фуллер Дж. Ф. Ч. Военное искусство Александра Великого / Пер. с англ. А. С. Коноплева, А. Л. Уткина. — Смоленск: Русич, 2006. — 320 с. — (Популярная историческая библиотека) — ISBN 5-8138-0730-6
- A. J. Trythall. «Boney» Fuller: The Intellectual General. London, 1977.
- Fuller John F. C. A Military History of the Western World: From the earliest times to the Battle of Lepanto. In 3 vol (англ.). — 2nd ed. — New York: Da Capo Press, 1987. — 616+572+678 p. — ISBN 978-0-306-80306-2.
- Alaric Searle. Was there a 'Boney' Fuller after the Second World War? Major-General J. F. C. Fuller as Military Theorist and Commentator, 1945—1966. // War in History, 11/3 (2004), pp. 327–357.
- Mark Urban. Generals. London, 2005. — the chapter on Fuller